# جاکوپو سوریکیو
جاکوپو سوریکیو (انگلیسی: Jacopo Surricchio؛ زادهٔ ۱۷ ژانویهٔ ۲۰۰۶) بازیکن فوتبال است.